# Bradyidius plinioi
Bradyidius plinioi is een eenoogkreeftjessoort uit de familie van de Aetideidae. De wetenschappelijke naam van de soort is voor het eerst geldig gepubliceerd in 1978 door Campaner.